# Agonostomus monticola
Agonostomus monticola е вид лъчеперка от семейство Mugilidae.

## Разпространение
Видът е разпространен в Американски Вирджински острови, Аруба, Барбадос, Бахамски острови, Белиз, Венецуела, Гватемала, Доминика, Доминиканска република, Еквадор, Кайманови острови, Колумбия, Коста Рика, Куба, Кюрасао, Мартиника, Мексико, Никарагуа, Панама, Пуерто Рико, Салвадор, САЩ, Тринидад и Тобаго, Търкс и Кайкос, Хаити, Хондурас и Ямайка.